# Aruwin Salehhuddin
Aruwin binti Salehhuddin (Jawi ارووين بنت صالح الدين; * 14. Februar 2004) ist eine malaysische Skirennläuferin.

## Biografie
Salehhuddin stammt aus einer Sportbegeisterten Familie. Ihr Vater Salehhuddin Ayob nahm bei den Olympischen Sommerspielen 1996 im Einer-Kajak Slalom teil. Bis zu ihrem 13. Lebensjahr trainierte sie Skifahren und Eiskunstlauf gleichermaßen, bevor sie sich entschloss sich auf den Skisport zu fokussieren.
Ihr internationales Renndebüt gab sie am 27. November 2020 bei einem Juniorenrennen in Santa Caterina. Ihr erstes internationales Großereignis bestritt sie wenige Monate später bei den Juniorenweltmeisterschaften in Bansko. Dort erreichte sie als bestes Ergebnis den 31. Platz im Slalom.
Bei den Olympischen Winterspielen 2022 nahm sie als erste malaysische Frau an Olympischen Winterspielen teil. Im Riesenslalom erreichte sie Rang 38, im Slalom schied sie aus.
Am 10. Januar 2024 erreichte Salehhuddin beim FIS-Slalom in Val Palot den ersten Podestplatz einer malaysischen Skirennläuferin. Ihren ersten Sieg feierte sie am 19. August 2024 am Perito-Moreno-Gletscher.
Bei den Winter-Asienspiele 2025 verpasste Salehhuddin als Vierte im Slalom nur knapp eine Medaille, wobei der Rückstand auf die drittplatzierte Japanerin Eren Watanabe fast 2 Sekunden betrug.
Salehhuddin lebt in Colorado.

## Erfolge

### Olympische Winterspiele
- Peking 2022: 38. Riesenslalom, DNF Slalom

### Weltmeisterschaften
- Saalbach-Hinterglemm 2025: 42. Riesenslalom

### Juniorenweltmeisterschaften
- Bansko 2021: 31. Slalom, DNF Riesenslalom
- Panorama 2022: 34. Slalom, 48. Riesenslalom
- St. Anton 2023: DNF Riesenslalom, DNF Slalom
- Haute-Savoie 2024: 33. Slalom, 44. Riesenslalom

### Asienspiele
- Harbin 2025: 4. Slalom

### Weitere Erfolge
- 4 Podestplätze bei FIS-Rennen, davon ein Sieg